# Toverformule (Zwitserland)
De toverformule (Frans: formule magique; Duits: Zauberformel; Italiaans: formula magica) is in Zwitserland de stilzwijgende regel die men hanteert in het verdelen van zetels in de Bondsraad onder de voornaamste Zwitserse politieke partijen.
Artikel 175 van de Zwitserse Grondwet regelt de samenstelling en de verkiezing van de Bondsraad. De Bondsraad bestaat uit zeven leden, die voor een termijn van vier jaar worden verkozen door de Bondsvergadering na iedere gehele vernieuwing van de Nationale Raad. Iedere kiesgerechtigde Zwitser kan tot lid van de Bondsraad worden verkozen. Over de verhoudingen binnen de Bondsraad stelt de Grondwet echter enkel als regel dat de verschillende Zwitserse regio's en taalgemeenschappen evenwichtig dienen te worden vertegenwoordigd in de Bondsraad. De Grondwet bepaalt niet hoe die evenwichtige verhoudingen in de Bondsraad tot stand komen.
De toverformule op zijn beurt is een stilzwijgende en ongeschreven regel, die niet gebaseerd is op enige wettekst, maar die is ontstaan als afspraak tussen de Zwitserse politieke partijen die in het parlement zijn vertegenwoordigd. Hoewel de samenstelling van de Bondsraad niet altijd een perfecte afspiegeling is van de machtsverhoudingen in het parlement, probeert men toch een zeker evenwicht te zoeken op ideologisch, religieus en geografisch vlak, waarbij ook wordt gestreefd naar een evenwicht tussen het aantal mannen en vrouwen.
Sinds de invoering van de toverformule in 1959 worden de zetels in de Bondsraad verdeeld onder de Vrijzinnig Democratische Partij.De Liberalen, de Christendemocratische Volkspartij, de Sociaaldemocratische Partij en de Zwitserse Volkspartij in de verhouding 2-2-2-1. In 2003 werd deze verhouding omgegooid, nadat de Zwitserse Volkspartij was uitgegroeid tot de grootste partij van het land. Sindsdien hanteerde men de verhouding 2-1-2-2, waarbij de Christendemocratische Volkspartij een zetel inleverde ten voordele van de Zwitserse Volkspartij.

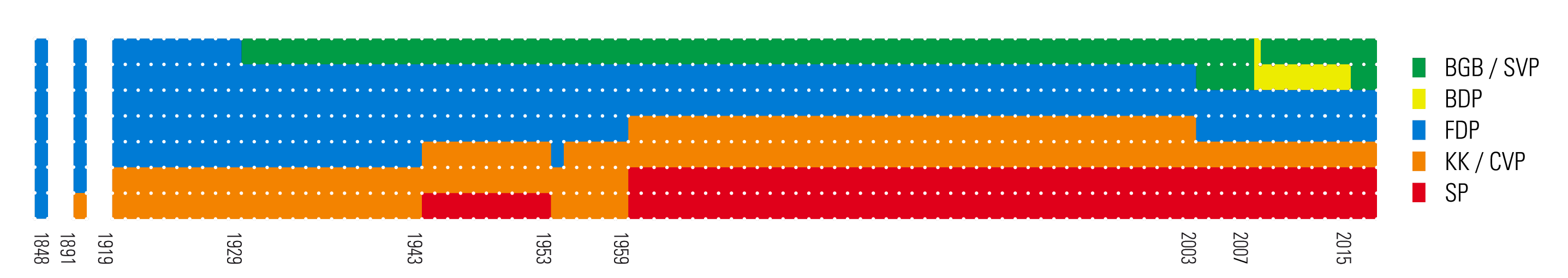
De verdeling van de zetels in de Bondsraad sinds de invoering van de Zwitserse Grondwet in 1848.
Zwitserse Volkspartij
Burgerlijk-Democratische Partij
Vrijzinnig Democratische Partij.De Liberalen
Christendemocratische Volkspartij
Sociaaldemocratische Partij

In 2008 werd de representativiteit binnen de Bondsraad doorbroken naar aanleiding van de verkiezing van Eveline Widmer-Schlumpf in de Bondsraad. Zij werd verkozen en nam dit mandaat op tegen de wil van haar partij, de Zwitserse volkspartij. Deze zette haar uit de partij. Hierop vervoegde zij en Samuel Schmid (beiden ex-Zwitserse Volkspartij) de nieuw opgerichte Burgerlijk-Democratische Partij. Als gevolg hiervan was de Zwitserse Volkspartij als grootste partij tot 2009 niet vertegenwoordigd in de Bondsraad.
In 2009 zou de partij door de verkiezing van Ueli Maurer opnieuw een zetel verwerven. Met de verkiezing van Guy Parmelin tot Bondsraadslid eind 2015 zijn sinds 1 januari 2016 beide zetels opnieuw in handen van de Zwitserse Volkspartij. De Burgerlijk-Democratische Partij is sindsdien niet meer vertegenwoordigd in de Bondsraad.
Bij de parlementsverkiezingen van 2019 behaalde de Groene Partij van Zwitserland een verkiezingsoverwinning, waardoor deze partij een zetel opeiste in de Bondsraad. Partijvoorzitster Regula Rytz stelde zich kandidaat. De groenen claimden daarmee een van de twee zetels van de liberale FDP/PLR, en in het bijzonder de zetel van Ignazio Cassis. Op 11 december 2019 werd Cassis herverkozen met 145 stemmen tegenover 82 stemmen voor Rytz, waardoor de toverformule niet werd gewijzigd. Daarentegen brachten de verkiezingen van 2019 wel een debat op gang over de heroverweging van de toverformule.